# Olga Ramos

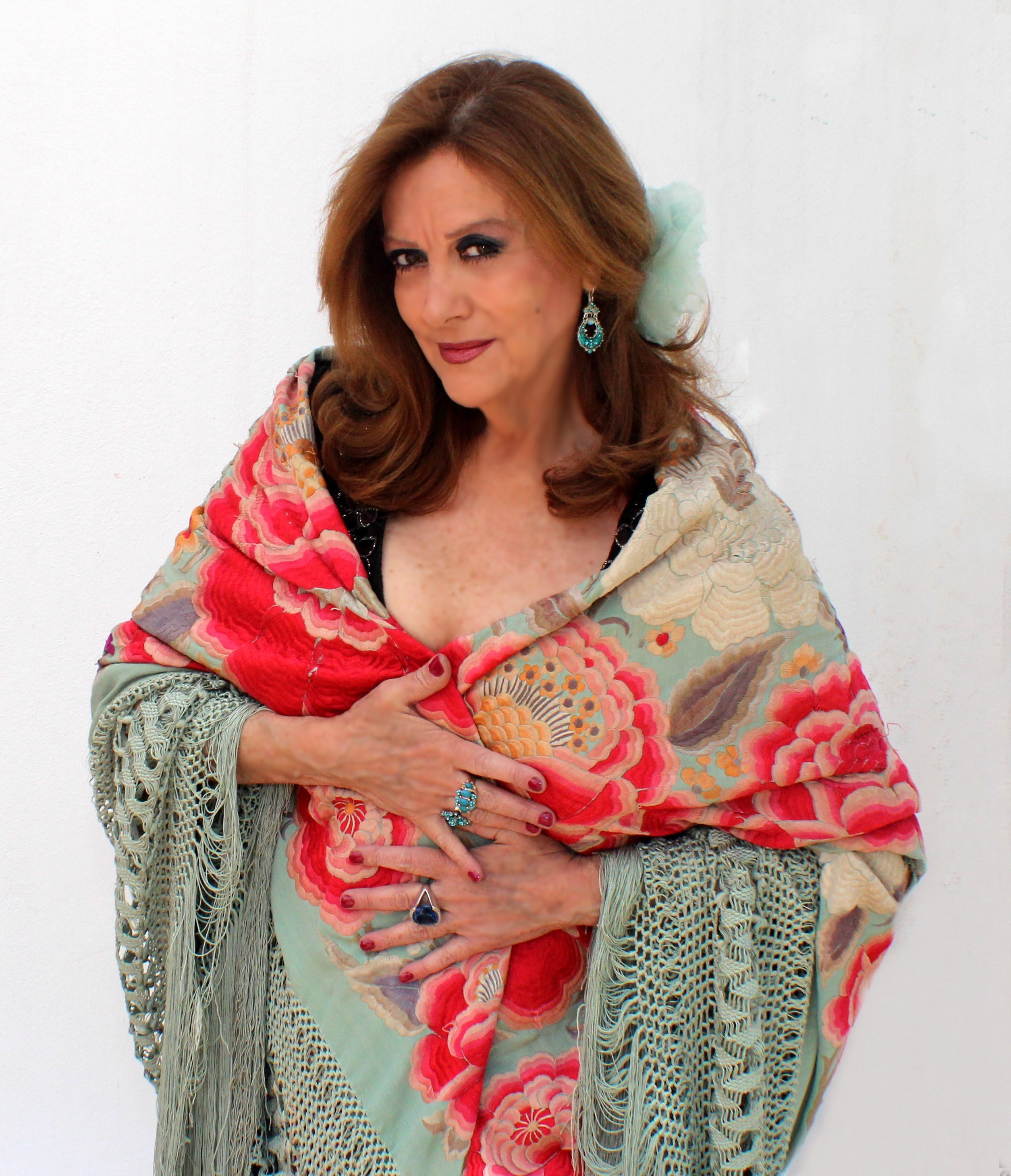
Olga Ramos

Olga Ramos (* 20. Juli 1918 in  Badajoz, Spanien; † 26. August 2005 in Madrid, Spanien) war eine spanische Chansonsängerin und wurde als die spanische Königin des Couplets verehrt.

## Leben
Olga Ramos wurde 1918 im spanischen Badajoz geboren. 1929 zog die Familie in die Hauptstadt Madrid. Von Kindesbeinen an war Ramos eine begeisterte Musikern und studierte später am Madrider Musikkonservatorium Gesang und Violine. 1943 erhielt sie ihren ersten Preis, den Kammermusikpreis der Stadt Madrid.
Neben ihrer Tätigkeit als Chansonsängerin befasste sie sich mit der Dramaturgie und engagierte sich im Theater und Film.
Ramos hat zahlreiche Plattenaufnahmen gemacht. Durch ihre Filme, Fernsehauftritte und Liveauftritte bei Konzerten haben die Chansonsängerin in Spanien berühmt gemacht. Sie war bis 1999 aktiv und trat in ihrem eigenen Lokal Las Noches del Cuplé auf. 2000 erfolgte ihr letzter Auftritt in der Öffentlichkeit bei der Fiesta Las Vistillas.
Olga Ramos starb mit 87 Jahren in Madrid.